# Gertrud Senftleben
Gertrud Senftleben (auch Gertrude Senftleben; geborene Zippel; * 30. Juli 1906 in Berlin; † 11. Januar 1996 ebenda) war eine deutsche Widerstandskämpferin gegen den Nationalsozialismus. Wie ihr Mann Bruno Senftleben beteiligte sie sich an der Widerstandstätigkeit des Roten Stoßtrupps.

## Leben
Nach der Volksschule wurde Gertrud Senftleben Expedientin. Gewerkschaftlich organisiert war sie im Zentralverband der Angestellten. Ab 1928 war sie SPD-Mitglied. 1933 half sie ihrem Mann bei der Verteilung des Roten Stoßtrupps. Deswegen wurde sie am 6. Dezember 1933 festgenommen und gefoltert. Wie ihr Mann verblieb sie in Untersuchungshaft und wurde am 24. Mai 1934 im gleichen Prozess zu einer Zuchthausstrafe wegen Vorbereitung zum Hochverrat zu einem Jahr verurteilt wurde. Ihre Haftzeit verbrachte sie im Frauengefängnis Barnimstraße. Sie wurde drei Monate vorzeitig entlassen und erhielt eine Bewährungsfrist bis zum 31. Oktober 1932. Bis zum Kriegsende arbeitete sie als Packerin in einem Großbetrieb. Sie trat der DAF sowie dem Reichsluftschutzbund und stand unter Beobachtung der Gestapo. 
Nach dem Krieg wurde sie wieder SPD-Mitglied, trat dann der SED bei, wo sie der Kreisleitung in Berlin-Friedrichshain angehörte.